# أوسكار بيمنتل غونزاليس
أوسكار بيمنتل غونزاليس (بالإسبانية: Óscar Pimentel González)‏ هو سياسي مكسيكي، ولد في 21 مايو 1955 في San Pedro, Coahuila ‏ في المكسيك. نشط حزبياً في الحزب الثوري المؤسساتي. وقد انتخب عضو مجلس النواب المكسيك.